# Ozren Bonačić
Ozren Bonačić   (Zagreb, 5 de gener de 1942) és un waterpolista croat, ja retirat, que va competir sota bandera iugoslava durant les dècades de 1960 i 1970.
El 1964 va prendre part en els Jocs Olímpics d'Estiu de Tòquio, on guanyà la medalla de plata en la competició del waterpolo. Quatre anys més tard, als Jocs de Ciutat de Mèxic, guanyà la medalla d'or en la mateixa prova. També va disputar els Jocs de 1972 i 1976. En ambdues edicions finalitzà la competició de waterpolo en cinquena posició.
En el seu palmarès també destaquen tres medalles de bronze al Campionat d'Europa de waterpolo, el 1966, 1970 i 1974, i dues medalles als Jocs del Mediterrani, d'or el 1967 i de plata el 1975. Amb la selecció iugoslava jugà un total de 96 partits.
A nivell de clubs jugà la major de la seva carrera esportiva al HAVK Mladost. Una vegada retirat va exercir d'entrenador en diversos equips de Iugoslàvia i Itàlia.